# Голый (приток Калитвы)
Голый, в верховьях Голый Яр — река в России, протекает по Чертковскому и Миллеровскому районам Ростовской области. Длина реки — 30 км, площадь водосборного бассейна — 231 км².
Начинается восточнее хутора Еритовка. Течёт в юго-западном направлении по открытой местности до хутора Хмызов, затем поворачивает на запад. Устье реки находится в 202 км по левому берегу реки Калитвы на высоте 65 метров над уровнем моря.

## Притоки
Впадают реки (км от устья):
- 15 км: балка Негодина[2] (лв)

## Данные водного реестра
По данным государственного водного реестра России относится к Донскому бассейновому округу, водохозяйственный участок реки — Калитва, речной подбассейн реки — Северский Донец (российская часть бассейна). Речной бассейн реки — Дон (российская часть бассейна).